# Lac-Devenyns
Lac-Devenyns est un territoire non organisé situé dans la municipalité régionale de comté de la Matawinie, dans la région administrative de Lanaudière, au Québec.

## Géographie
Il couvre un territoire de 130,83 km2.

## Toponymie
Il emprunte son nom du lac Devenyns situé sur son territoire. « Ce toponyme fut attribué pour honorer la mémoire de Léonard Devenyns, industriel belge établi à Van Bruyssel, près de La Tuque ».

## Démographie
Le recensement de 2006 ne dénombre aucun habitant permanent.